# Pitàgores (cràter)

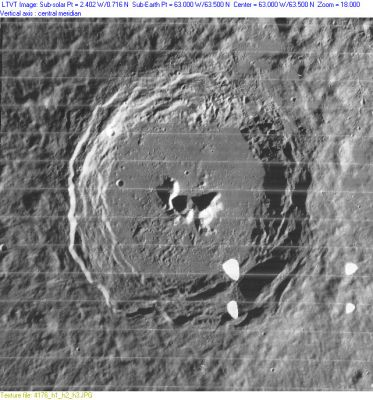
Imatge de la missió Lunar Orbiter 4

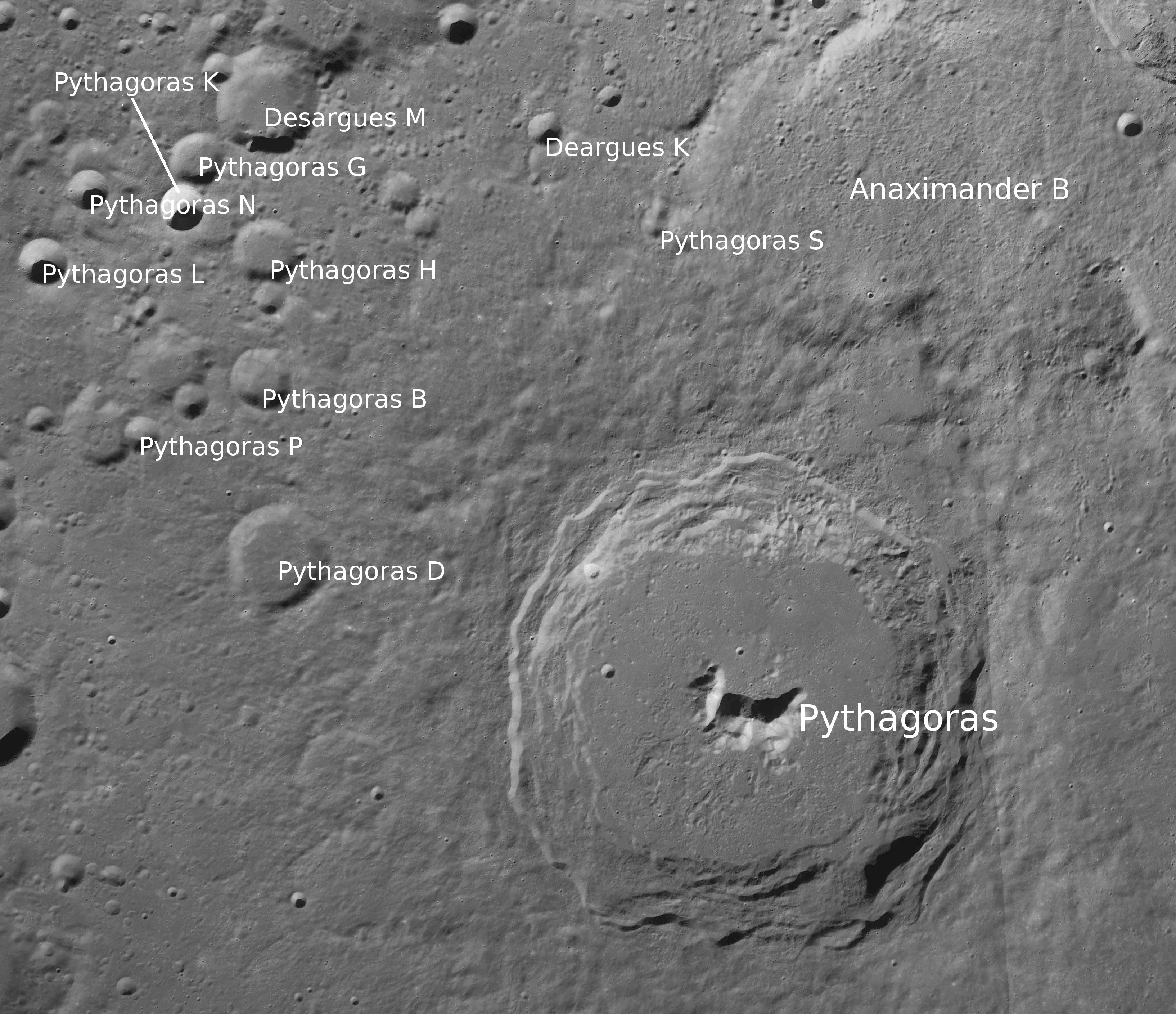
Fotografia de la missió Lunar Reconnaissance Orbiter

Pitàgores és un prominent cràter d'impacte de la cara visible de la Lluna, localitzat al nord-est del cràter Babbage. Té aparença ovalada a causa de l'angle de visió oblic. Només la part aquest del seu interior és visible des de la Terra, la part restant es troba permanentment fora de la vista.

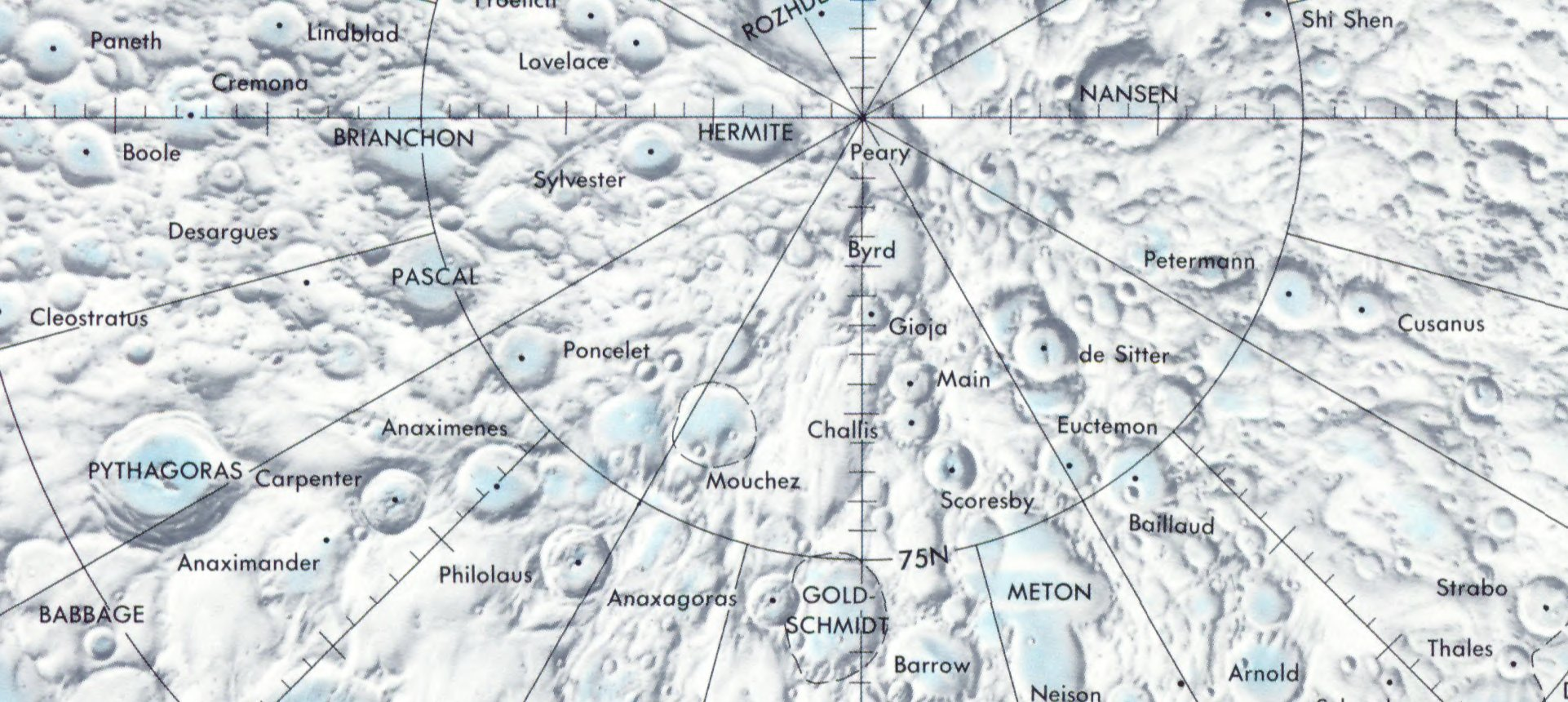
Localització de Pitàgores (cantonada inferior esquerra de la imatge)

La vora ben preservada de Pitàgores té un ampli sistema de terrasses i una petita muralla envoltant el seu exterior. Encara que majoritàriament de forma circular, el contorn del cràter posseeix forma hexagonal. El sòl està aplanat, amb petits monticles irregulars. Hi ha evidència de lliscaments de terra al voltant de la perifèria. Al centre es troba una aguda formació muntanyenca amb un doble pic que s'eleva 1.5 quilòmetres sobre el sòl del cràter.

## Cràters satèl·lit
Per convenció aquests elements són identificats en els mapes lunars posant la lletra en el costat del punt central del cràter que està més proper a Pitàgores.
|           | \| Pitàgores \| Coordenades \| Diàmetre \| \| --------- \| ------------------------------------ \| -------- \| \| B \| 66° 06′ N, 73° 00′ O / 66.1°N,73.0°O \| 17 km \| \| D \| 64° 30′ N, 72° 00′ O / 64.5°N,72.0°O \| 30 km \| \| G \| 67° 48′ N, 75° 18′ O / 67.8°N,75.3°O \| 16 km \| \| H \| 67° 06′ N, 73° 18′ O / 67.1°N,73.3°O \| 18 km \| \| K \| 67° 18′ N, 75° 24′ O / 67.3°N,75.4°O \| 12 km \| \| L \| 67° 18′ N, 77° 36′ O / 67.3°N,77.6°O \| 12 km \| \| M \| 67° 30′ N, 81° 06′ O / 67.5°N,81.1°O \| 10 km \| \| N \| 66° 36′ N, 78° 06′ O / 66.6°N,78.1°O \| 14 km \| \| P \| 65° 18′ N, 75° 12′ O / 65.3°N,75.2°O \| 10 km \| \| S \| 67° 42′ N, 64° 42′ O / 67.7°N,64.7°O \| 8 km \| \| T \| 62° 30′ N, 51° 24′ O / 62.5°N,51.4°O \| 6 km \| \| W \| 63° 06′ N, 48° 54′ O / 63.1°N,48.9°O \| 4 km \| |          |
| Pitàgores | Coordenades | Diàmetre |
| B         | 66° 06′ N, 73° 00′ O / 66.1°N,73.0°O | 17 km    |
| D         | 64° 30′ N, 72° 00′ O / 64.5°N,72.0°O | 30 km    |
| G         | 67° 48′ N, 75° 18′ O / 67.8°N,75.3°O | 16 km    |
| H         | 67° 06′ N, 73° 18′ O / 67.1°N,73.3°O | 18 km    |
| K         | 67° 18′ N, 75° 24′ O / 67.3°N,75.4°O | 12 km    |
| L         | 67° 18′ N, 77° 36′ O / 67.3°N,77.6°O | 12 km    |
| M         | 67° 30′ N, 81° 06′ O / 67.5°N,81.1°O | 10 km    |
| N         | 66° 36′ N, 78° 06′ O / 66.6°N,78.1°O | 14 km    |
| P         | 65° 18′ N, 75° 12′ O / 65.3°N,75.2°O | 10 km    |
| S         | 67° 42′ N, 64° 42′ O / 67.7°N,64.7°O | 8 km     |
| T         | 62° 30′ N, 51° 24′ O / 62.5°N,51.4°O | 6 km     |
| W         | 63° 06′ N, 48° 54′ O / 63.1°N,48.9°O | 4 km     |